# Instituto Real de Pintores em Aquarelas

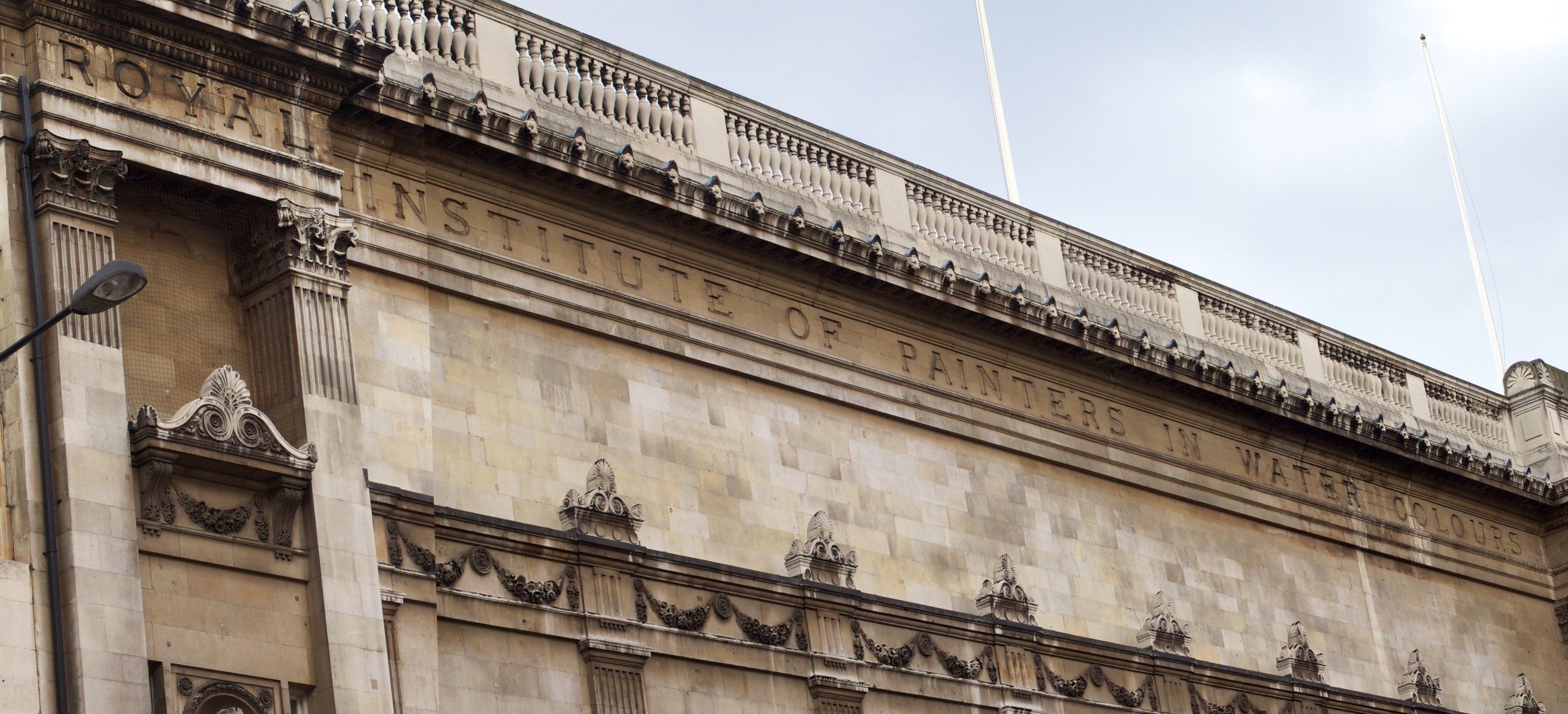
Detalhe das instalações da Picadilly

O Royal Institute of Painters in Water Colours (RI), inicialmente chamado de New Society of Painters in Water Colours, é uma das sociedades da Federação de Artistas Britânicos, sediada nas Mall Galleries, em Londres.

## Galerias do Royal Institute
As instalações em 190-195 Piccadilly sediaram muitas exposições de outras sociedades e eram conhecidas simplesmente como "Royal Institute Galleries". É agora um edifício classificado como grau II. O número 195 agora é a casa do BAFTA.

## Membros proeminentes
| - Anna Airy - Mike Bernard - George Henry Boughton - Henry Charles Brewer - Randolph Caldecott - Princess Patricia of Connaught - Fanny Corbaux - Walter Crane - Charles Dixon - Sam Dodwell - Rose Emma Drummond - Lionel Edwards - Bernard Walter Evans - Emily Farmer - Kate Greenaway | - Edward John Gregory - Louis Haghe - John Hassall - Eleanor Hughes - William Knight Keeling - Sir Coutts Lindsay - Sir James Linton - John Seymour Lucas - Fortunino Matania - Alfred Munnings - Charles Robinson - Frank O. Salisbury | - Francis Job Short - William Simpson - Julia Sorrell - John Tenniel - Arthur Wardle - Edmund George Warren - John William Waterhouse - Harrison Weir - Leslie Arthur Wilcox - Norman Wilkinson - William Barnes Wollen - William Wyld |

## Membros Honorários
- Senhor James C Harris[10]
- Carlos III